# WCDMA04
WCDMA04 è una District Management Area della municipalità distrettuale di Eden.
Il suo territorio  si estende su una superficie di 4.170 km²; la sua popolazione, in base al censimento del 2001, è di 12.428 abitanti.
Questa District Management Area è anche chiamata South Cape

## Città e comuni
- Avontuur
- Buffelsdrif
- Daskop
- Die Vlug
- Haarlem
- Koutjie
- Molenrivier
- Noll
- Speelmanskraal
- Uniondale
- Zaaimansdal

## Fiumi
- Brak
- Kammanassie
- Keurbooms
- Meul
- Olifants
- Raviaanskloof
- Sipres

## Dighe
- Kammanassie Dam